# Thiago Silva (halterofilista)
Thiago Félix da Silva (26 de dezembro de 2000, em Bauru) é um halterofilista do Brasil.
Ele ganhou a medalha de ouro no evento masculino até 61 kg nos Jogos Sul-Americanos de 2022, realizados em Assunção, Paraguai. Ele também ganhou a medalha de prata na categoria até 61 kg no Campeonato Pan-Americano de Halterofilismo de 2021, realizado em Guaiaquil, Equador.
Ele competiu na categoria até 55 kg no Campeonato Mundial de Halterofilismo de 2024, realizado em Manama, Barém, e conquistou o ouro no arranco, o primeiro do Brasil nessa competição, uma prata no total e um bronze no arremesso.

## Principais resultados
| Ano                      | Lugar                | Categoria          | Marca (kg) / pos.  | Marca (kg) / pos.  | Marca (kg) / pos.  | Ref.               |
| Ano                      | Lugar                | Categoria          | Arranque           | Arremesso          | Total              | Ref.               |
| Campeonato Mundial       | Campeonato Mundial   | Campeonato Mundial | Campeonato Mundial | Campeonato Mundial | Campeonato Mundial | Campeonato Mundial |
| ------------------------ | -------------------- | ------------------ | ------------------ | ------------------ | ------------------ | ------------------ |
| 2022                     | Bogotá, Colômbia     | –61 kg             | 121 / 21           | 150 / 21           | 271 / 20           | [ 7 ]              |
| 2024                     | Manama, Barém        | –55 kg             | 121 /              | 148 /              | 269 /              | [ 5 ] [ 6 ]        |
| Jogos Pan-Americanos     |                      |                    |                    |                    |                    |                    |
| 2023                     | Santiago, Chile      | –61 kg             | 115 / 8            | 147 / 6            | 262 / 7            | [ 8 ]              |
| Campeonato Pan-Americano |                      |                    |                    |                    |                    |                    |
| 2021                     | Guaiaquil, Equador   | –61 kg             | 118 /              | 148 /              | 267 /              | [ 4 ]              |
| 2022                     | Bogotá, Colômbia     | –61 kg             | 112 / 9            | 151 / 4            | 263 / 6            | [ 9 ]              |
| 2023                     | Bariloche, Argentina | –61 kg             | 121 /              | 150 / 5            | 271 / 4            | [ 10 ]             |
| 2025                     | Cáli, Colômbia       | –60 kg             | 120 /              | 158 /              | 278 /              | [ 11 ]             |
| Jogos Sul-Americanos     |                      |                    |                    |                    |                    |                    |
| 2022                     | Assunção, Paraguai   | –61 kg             | 122 / 2            | 149 / 1            | 271 /              | [ 12 ]             |